# Federación de Fútbol de Samoa
La Federación de fútbol de Samoa (en inglés: Football Federation Samoa) es una asociación que agrupa a los distintos clubes de fútbol de Samoa. Organiza los partidos internacionales de la Selección de fútbol de Samoa y las competiciones locales, la Liga Nacional de Samoa, la Copa de Samoa.
La Federación de fútbol de Samoa se fundó en 1968, y está afiliada a la FIFA desde 1986 y pertenece a la OFC desde ese mismo año.
La Selección de Samoa fue suspendida por la FIFA, después de la reunión del comité ejecutivo de la entidad el 24 de octubre de 2008, por los problemas internos de la Federación. La FIFA formó una comisión especial para normalizar la situación financiera de la entidad.